# Zachodni Baray
Zachodni Baray (khm. បារាយណ៍ខាងលិច) – jeden z dwóch wielkich sztucznych zbiorników wodnych z kompleksu Angkor wpisanych wspólnie na listę światowego dziedzictwa UNESCO, ustanowionej na mocy Konwencji w sprawie ochrony światowego dziedzictwa kulturowego i naturalnego, przyjętej przez UNESCO w 1992 roku na 16 sesji w Santa Fe, Stany Zjednoczone Ameryki 7-14 grudnia. 
Zbiornik został wybudowany w XI wieku n.e. w celu zapewnienia ciągłego zaopatrzenia w świeżą wodę ówczesnej stolicy imperium Kmerów Angkor Wat przez króla Surjawarmana I i jego następcę Udajaditjawarmana II. Jego zadziwiające wymiary 7,8 km na 2,1 km są tylko niewiele większe od zbudowanego dwa wieki wcześniej Wschodniego Baray. Obecnie zbiornik jest częściowo osuszony, a jego część jest zagospodarowana pod uprawy ryżu. W czasie użytkowania mógł pomieścić nawet do 53 milionów metrów sześciennych świeżej wody i osiągać głębokość do 4 m. Na jego środku zbudowano świątynię Zachodni Mebon. Zachodni Baray był kolejnym wielkim obiektem w rozległym systemie gospodarki wodnej budowanej systematycznie od IX do XVI wieku.